# يونيكونازول
يونيكونازول هو مادة كيميائية تريازول تستخدم كمثبط لنمو النبات.

## آلية العمل
يستعمل اليونيكونازول مع مجموعة واسعة من النباتات مثل نباتات الزينة، ويعمل عن طريق تثبيط إنتاج هرمون الجبرلين.

## الاستخدامات
يُستخدم اليونيكونازول في زراعة العديد من النباتات للتحكم في نموها، وغالبًا ما يستخدم في النباتات المعمرة للحفاظ على حجم قابل للتسويق منها أو لتأخير الإزهار. تبدو أوراق النبات عادةً أغمق بعد استخدام مُركّب اليونيكونازول لأن مُركب اليونيكونازول يزيد من محتوى الكلوروفيل في النبات.

## المنتجات التجارية
يدخل اليونيكونازول في تركيب العديد من المنتجات التي تُستعمل كمثبطات لنمو النبات مثل نباتات الزينة، ومن أشهر هذه المنتجات في الولايات المتحدة الأمريكية منتجي كونسايز، وسوماجيك.
وفي أستراليا، يحتوي منتج ساني على مادة اليونيكونازول المُصنَّفة، والتي تستخدم في زراعة أشجار الأفوكادو لتحسين حجم الثمار وجودتها.

## طرق الاستخدام
يمكن رش منتجات اليونيكونازول على أوراق النبات، أو وضعها على التربة. ينتقل مركب اليونيكونازول بعد أن تمتصه جذور النبات عبر النسيج الوعائي الخشبي. ولا ينبغي تطبيق منتجات كونسايز وسوماجيك أو أي من المنتجات المحتوية على اليونيكونازول لمرة ثانية على النبات قبل مضيّ 12 ساعة.

## عكس آثار الإفراط في الاستخدام
يمكن أن يكون الإفراط في استخدام أي مثبط للنمو أثراً سلبياً مدمرًا للمحصول. وهناك طريقة واحدة لعكس تأثير الاستخدام المفرط لمادة اليونيكونازول في النبات، هي استخدام الجبرلينات A4 + A7 مع مركب بنزيل الأدينين. في الولايات المتحدة الأمريكية يُباع منتج يسمى فريسكو تحديدًا لهذا الاستخدام.